# 후쿠노정
후쿠노정(福野町)은 도야마현 히가시토나미군에 설치되었던 정이다. 2004년 11월 1일에 후쿠노 정을 포함한 8개 자치단체가 합병해 미나미 도나시가 발족하고, 후쿠노 정은 폐지되었다

## 지리
도마미 평야의 남부에 위치하고 있어 마을의 서부는 구릉지로 되어 있었다.

## 역사
- 1889년 4월 1일 - 정촌제 시행과 함께 도나미군 후쿠노정, 미나미노지리촌, 히로쓰카촌, 노지리촌, 다카세촌, 히가시이시구로촌, 니시노지리촌이 성립하였다.
- 1896년 4월 1일 - 히가시토나미군 히가시이시구로촌,  니시노지리촌이 니시토나미군에 이관, 나머지 지역은 히가시토나미군에 이관되었다.
- 1941년 4월 1일 - 미나미노지리촌, 히로쓰카촌, 노지리촌이 후쿠노정에 편입되었다.
- 1961년 4월 1일 - 다카세촌의 일부를 편입하였다.
- 2004년 11월 1일：히가시토나미군의 조하나정, 다이라촌, 가미타이라촌, 도가촌, 이나미정, 이노쿠치촌과 니시토나미군의 후쿠미쓰정이 합병해 난토시가 되었다.

## 산업
가와다 공업의 도야마 본사나 코마츠 NTC(구·닛페이 토야마)의 도야마 공장·후쿠노 공장, 파블리카 토야마의 후쿠노 제1·제2 공장이 있다.

## 교육

### 고등학교
- 도야마 현립 미나미도후쿠노 고등학교
- 도야마현립 오미네고등학교 미나미도분교(2004년 폐교)

### 중학교
- 후쿠노 정립 후쿠노 중학교

### 초등학교
- 후쿠노 정립 후쿠노 초등학교

## 교통

### 철도
- 서일본 여객철도 조하나 선

### 도로
- 국도 359호선
- 국도 471호선